# Escherhorn
L'Escherhorn est un sommet des Alpes bernoises, en Suisse. Il culmine à 3 078 m d'altitude.

## Toponymie
L'Escherhorn doit son nom au géologue suisse Arnold Escher von der Linth qui participa, avec notamment Louis Agassiz et Pierre Jean Édouard Desor, à la première ascension du Lauteraarhorn, situé quelques kilomètres au nord-ouest.

## Géographie
Situé au nord du Scheuchzerhorn, l'Escherhorn surplombe au nord le glacier de l'Unteraar et au nord-ouest le glacier du Finsteraar.